# 镜泊湖市
镜泊湖市是经中国国务院正式批复，黑龙江省曾经规划设立的一个县级市。由牡丹江市代管。

## 历史
1986年7月1日，国务院【国函[1986]85号】决定设立县级镜泊湖市，驻渤海镇，管辖宁安县西南部湖区的镜泊乡、杏山乡、沙兰镇的小北湖林场和尔站地区、渤海镇。
镜泊湖市机构以驻牡丹江市区的黑龙江省镜泊湖管理局为基础组建，未及正式建政。
黑龙江省人民政府于1987年9月9日提请《关于撤销镜泊湖市的请示》。1987年11月27日，国务院【国函[1987]183号】批复同意撤消镜泊湖市，将其行政区域划归宁安县。